# Spiclypeus
Spiclypeus (que significa "escudo espigão") é um gênero extinto de dinossauro ceratopsídeo da subfamília Chasmosaurinae conhecido da Formação Judith River do Cretáceo Superior, há 76 e 75,12 milhões de anos (estágio Campaniano tardio) de Montana, Estados Unidos. A espécie-tipo é denominada Spiclypeus shipporum. Seus restos foram descobertos em 2000 sendo descrito oficialmente por Mallon et. al em 2016.
Era um ceratopsídeo de tamanho médiano, entre 4,5 a seis metros de comprimento com cerca de três a quatro toneladas de massa corporal. Como outros membros de sua família, era herbívoro e apresentava semelhanças morfológicas com duvidoso ceratopsídeo Ceratops. A descrição do espécime de Spiclypeus apresentou informações importantes sobre a saúde dos dinossauros, sendo um dos mais antigos registros de osteoartrite em vertebrados.
Spiclypeus foi descoberto em estratos do Campaniano da Formação Judith River, em áreas que na época, eram planíceis aluviais adjacentes ao Mar Interior Ocidental, no antigo continente insular de Laramidia. Em seu habitat este dinossauro dividiu seu espaço com diversos dinossauros marginocefálos, anquilossaurídeos e terópodes.

## Descoberta

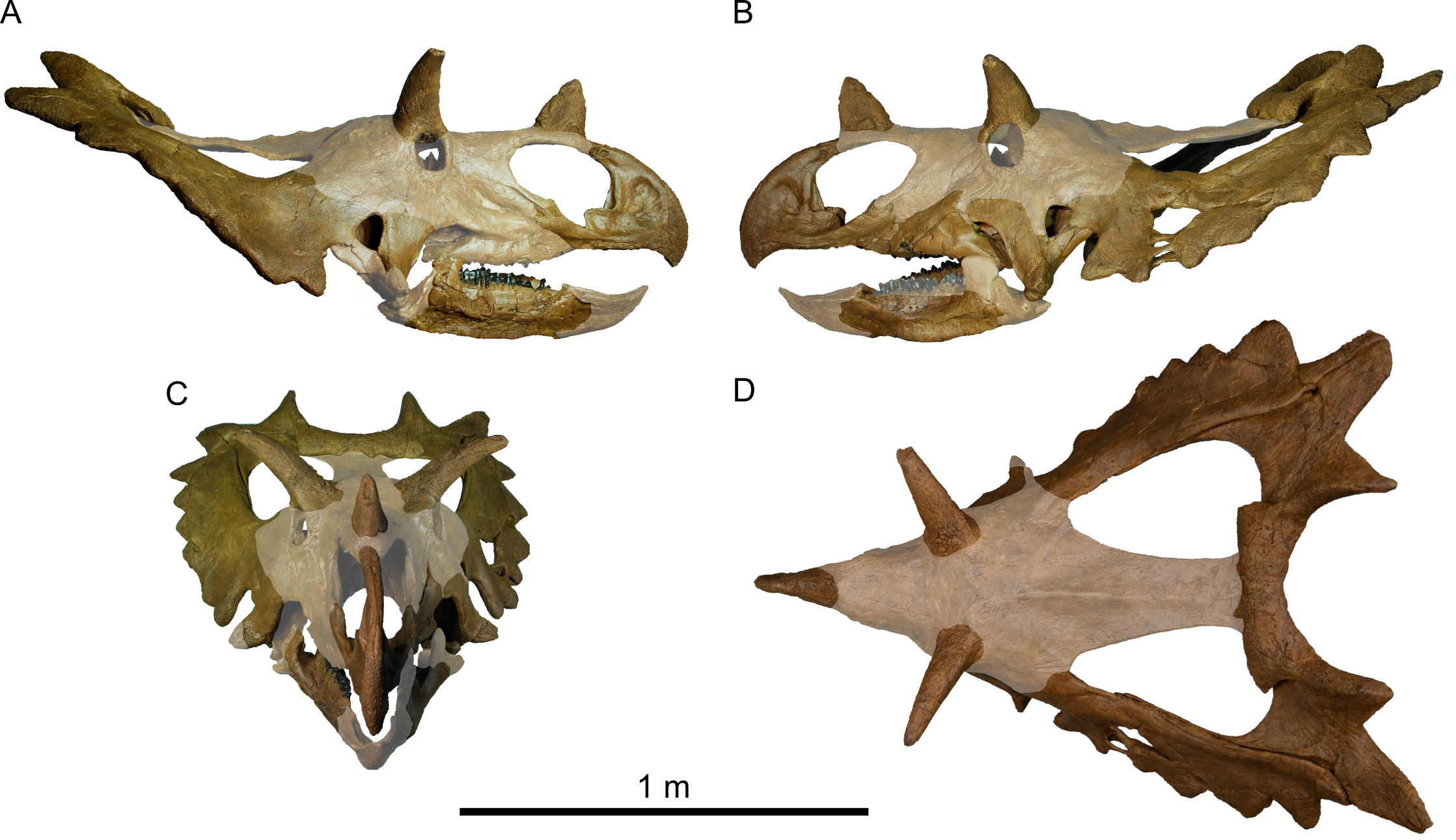
Reconstrução do crânio em várias visualizações, partes ausentes mostradas desbotadas

Em 2000, Bill D. Shipp, um físico nuclear, comprou o Paradise Point Ranch perto da cidade de Winifred, no condado de Fergus, no estado de Montana, Estados Unidos. Acreditando que sua terra continha fósseis, Shipp contratou o veterano colecionador local de fósseis John C. Gilpatrick para explorar o terreno juntos. Em sua primeira viagem durante uma tarde em setembro de 2005, Shipp encontrou o espécime de Spiclypeus em sua terra em Montana. Ele viu um fêmur projetando-se de uma encosta em Judith River Breaks. Shipp então contratou o paleontólogo amador Joe Small para escavar os fósseis. Ao custo de várias centenas de milhares de dólares, uma estrada foi construída para permitir que uma escavadeira removesse a sobrecarga que cobria o crânio do espécime. Em 2007, Small e sua equipe conseguiram proteger todos os ossos restantes. Os fósseis foram preparados no White River Preparium em Hill City. Eles foram estudados por Christopher Ott no Weis Earth Science Museum em Menasha, estado do Wisconsin, para fornecer uma descrição científica. Peter Larson, do Instituto Black Hills, fez moldes dos ossos. Estes foram usados para fazer uma reconstrução completa do crânio, sendo as partes que faltavam baseadas nas do Triceratops. Desta reconstrução foram feitos novos moldes, vendidos a vários museus. Durante este tempo, o espécime foi informalmente chamado de "Judith" após a Formação Judith River. Em fevereiro de 2015, o paleontólogo Jordan Mallon foi convidado a cooperar na redação de uma publicação científica nomeando o táxon. O espécime foi vendido ao Museu Canadense de Natureza por 350 mil dólares, cobrindo as despesas de Shipp.
Spiclypeus contém uma única espécie, S. shipporum, descrita e nomeada pela primeira vez em 2016 por Jordan C. Mallon, Christopher J. Ott, Peter L. Larson, Edward M. Iuliano e David C. Evans. O nome genérico é derivado do latim spica, que significa "pico", e clypeus, que significa "escudo", em referência ao seu folho único ornamentado por muitos grandes ossificações de chifre semelhantes a espinhos em sua margem. O nome específico shipporum homenageia o Dr. Bill e Linda Shipp, os proprietários originais do espécime tipo, e sua família.
Spiclypeus é conhecido apenas pelo holótipo CMN 57081 que está alojado no Museu Canadense da Natureza em Ottawa, Ontário. É representado por um crânio parcialmente desarticulado (~50% completo), além de vários elementos pós-cranianos, entre eles vértebras, costelas, úmero esquerdo, ílio esquerdo e membro posterior esquerdo. Os elementos do crânio ausentes incluem o teto do crânio, o palato, o predentário e a parte traseira dos maxilares inferiores. Foi coletado do membro inferior Coal Ridge da Formação Judith River, vários metros acima da descontinuidade de meados de Judith, que data do estágio Campaniano entre 76 e 75,12 milhões de anos atrás.

## Descrição

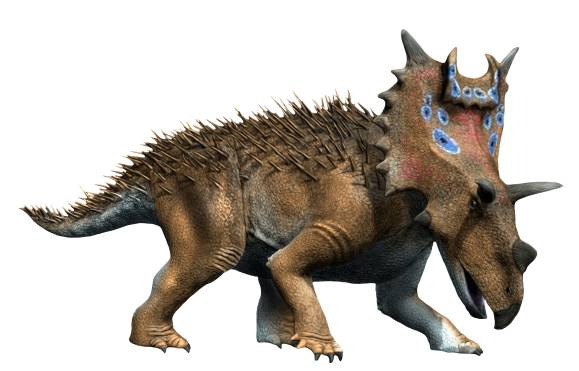
Representação artística especulativa

Spiclypeus tem um comprimento estimado de 4,5 a seis metros e uma massa corporal de cerca de três a quatro toneladas. É único entre os casmossauríneos por ter um contato com o osso do nariz enrugado na superfície lateral da projeção posterior da pré-maxila. Spiclypeus também é único por ter a combinação característica de núcleos de chifres da órbita ocular que se projetam para cima e para os lados, todos os seis epiparietais (chifres de folho) que são fundidos em sua base, os dois primeiros pares de epiparietais que se enrolam na superfície do folho em sua parte frontal, e terceiro par epiparietal que aponta para trás e para a linha média do babado.

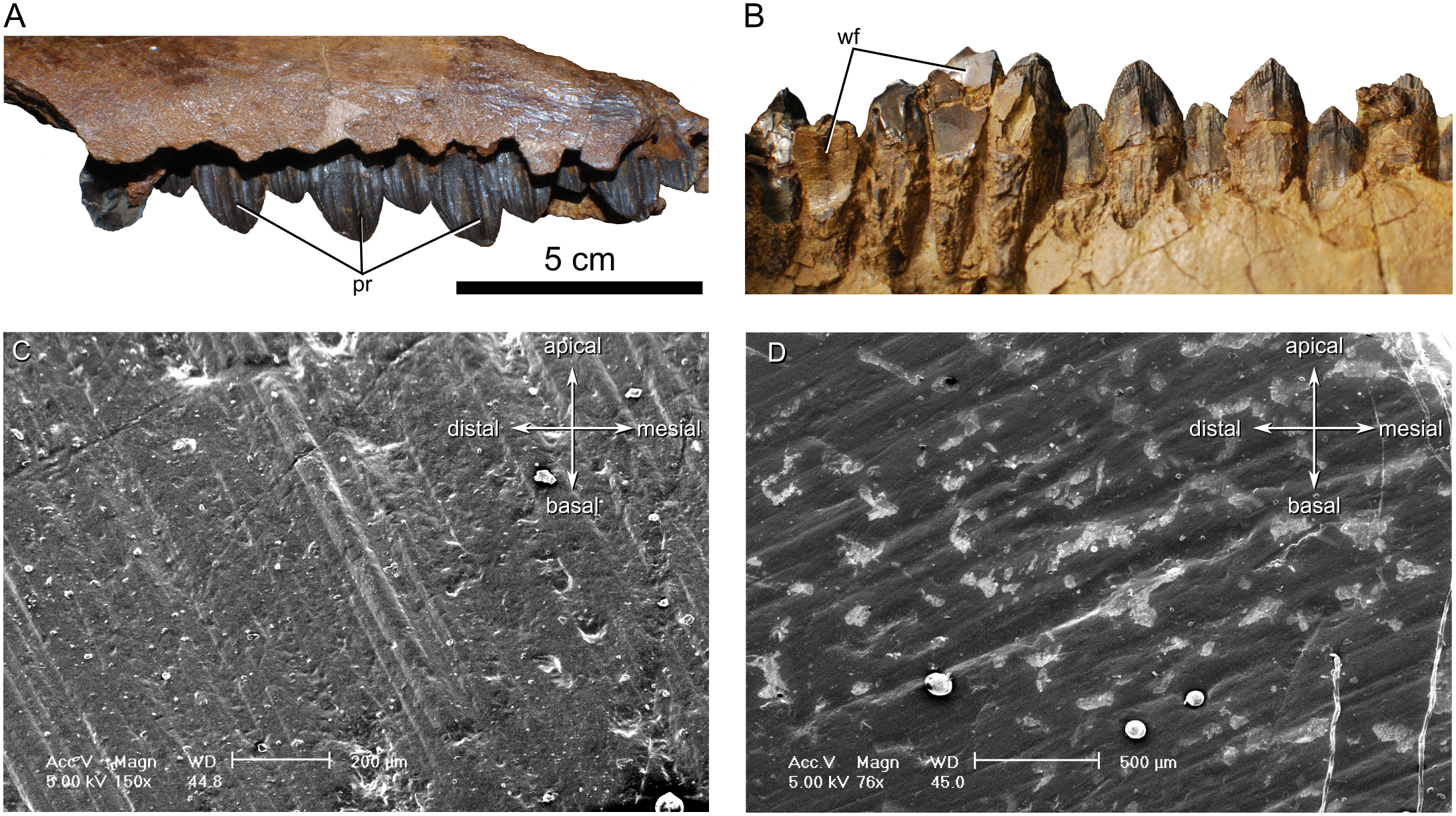
Dentes e microfibra

Entre outros membros de Chasmosaurinae da Formação Judith River, Spiclypeus pode ser distinguido diretamente de Judiceratops, Medusaceratops e Mercuriceratops. No entanto, é morfologicamente semelhante à espécie de ceratopsídeo duvidosa Ceratops montanus da Formação Judith River e à espécie duvidosa de casmossauríneo Pentaceratops aquilonius da Formação Dinosaur Park (localizada logo acima da fronteira Canadá-Estados Unidos e com idade próxima) e, de fato, todas as três pode representar uma única espécie, que não pode ser testada de forma conclusiva devido à natureza fragmentária dos espécimes-tipo dessas espécies.

### Crânio

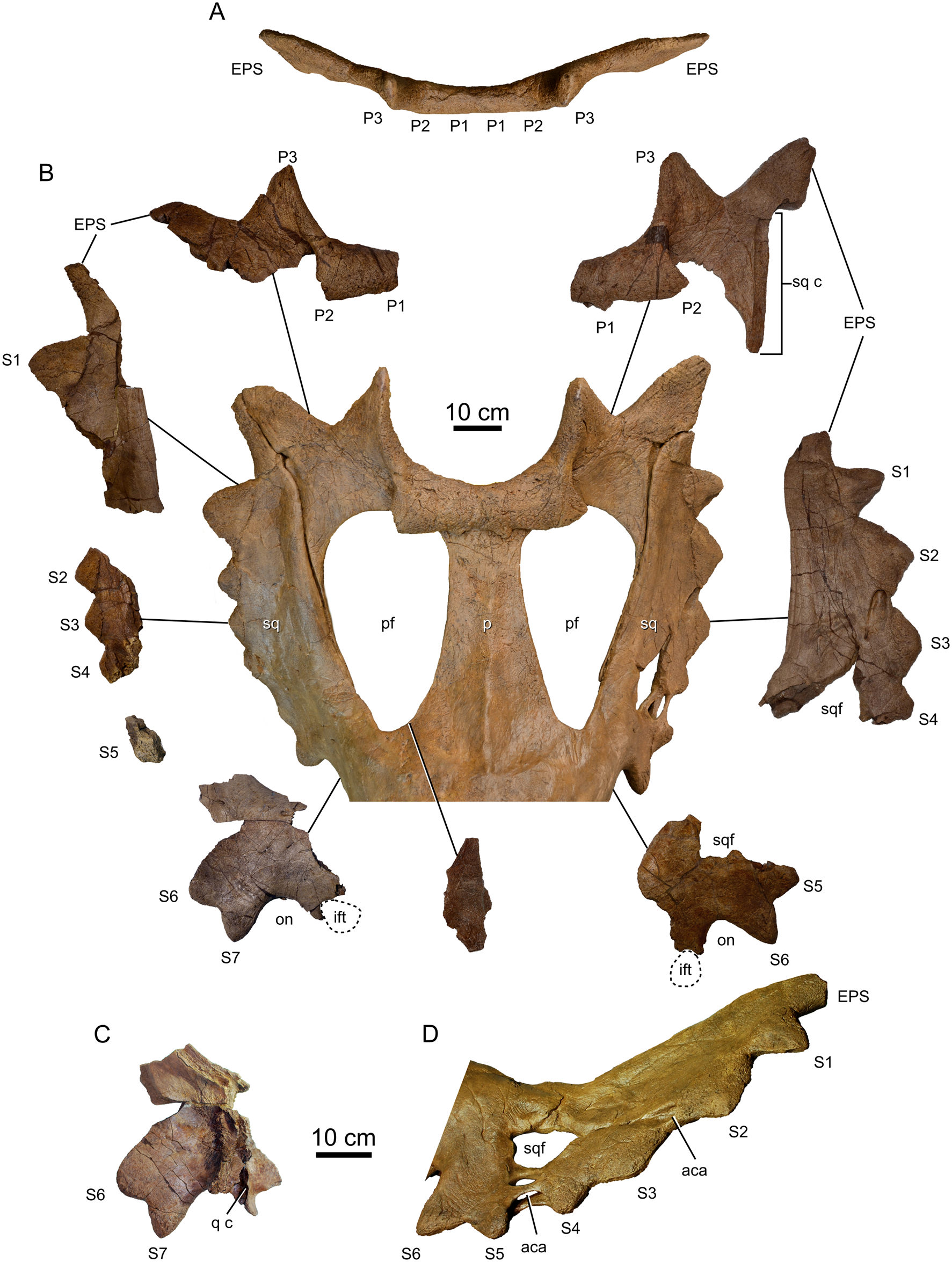
Elementos do folho e reconstrução

O crânio reconstruído tem um comprimento de 167 centímetros. O babado de Spiclypeus apresenta um padrão único de ossificações da pele ou osteodermas ornamentando sua borda. Os ossos laterais do escudo do pescoço, os esquamosais, apresentam episquamosais, com o indivíduo holótipo tendo seis no lado esquerdo e sete no lado direito. O episquamosal frontal se projeta no entalhe jugal entre o babado e os elementos da bochecha e forma um triângulo de seis a sete centímetros de comprimento. Os ossos traseiros do folho, os parietais, carregam cada um três epiparietais. Em Spiclypeus, esses são osteodermas muito largas, conectadas e fundidas em suas bases para formar uma bainha óssea contínua cobrindo quase toda a borda traseira do babado.

## Classificação
Spiclypeus foi colocado na subfamília de ceratopsídeos Chasmosaurinae por Mallon et al. (2016). Fazia parte do Chasmosaurus em vez do ramo Triceratops, como uma espécie irmã de um clado formado por Kosmoceratops e Vagaceratops. Abaixo está o resultado de sua análise filogenética após a remoção de Bravoceratops que se agrupa com Coahuilaceratops ou no ramo Triceratops, e Eotriceratops que diminuiu a resolução no ramo Triceratops. Dentro do Triceratopsini, a análise recuperou uma politomia de seis táxons, incluindo Ojoceratops, Titanoceratops, Nedoceratops, Torosaurus latus, "Torosaurus" utahensis e um clado formado pelas duas espécies de Triceratops.
|  | Spiclypeus shipporum                                                                  |
|  |                                                                                       |
|  | \| \| Kosmoceratops richardsoni \| \| \| \| \| \| Vagaceratops irvinensis \| \| \| \| |
|  |                                                                                       |
|  | Kosmoceratops richardsoni                                                             |
|  |                                                                                       |
|  | Vagaceratops irvinensis                                                               |
|  |                                                                                       |

|  | Kosmoceratops richardsoni |
|  |                           |
|  | Vagaceratops irvinensis   |
|  |                           |

|  | Spiclypeus shipporum                                                                  |
|  |                                                                                       |
|  | \| \| Kosmoceratops richardsoni \| \| \| \| \| \| Vagaceratops irvinensis \| \| \| \| |
|  |                                                                                       |
|  | Kosmoceratops richardsoni                                                             |
|  |                                                                                       |
|  | Vagaceratops irvinensis                                                               |
|  |                                                                                       |

|  | Kosmoceratops richardsoni |
|  |                           |
|  | Vagaceratops irvinensis   |
|  |                           |

|  | Spiclypeus shipporum                                                                  |
|  |                                                                                       |
|  | \| \| Kosmoceratops richardsoni \| \| \| \| \| \| Vagaceratops irvinensis \| \| \| \| |
|  |                                                                                       |
|  | Kosmoceratops richardsoni                                                             |
|  |                                                                                       |
|  | Vagaceratops irvinensis                                                               |
|  |                                                                                       |

|  | Kosmoceratops richardsoni |
|  |                           |
|  | Vagaceratops irvinensis   |
|  |                           |

|  | Spiclypeus shipporum                                                                  |
|  |                                                                                       |
|  | \| \| Kosmoceratops richardsoni \| \| \| \| \| \| Vagaceratops irvinensis \| \| \| \| |
|  |                                                                                       |
|  | Kosmoceratops richardsoni                                                             |
|  |                                                                                       |
|  | Vagaceratops irvinensis                                                               |
|  |                                                                                       |

|  | Kosmoceratops richardsoni |
|  |                           |
|  | Vagaceratops irvinensis   |
|  |                           |

|  | Mojoceratops perifania                                                       |
|  |                                                                              |
|  | \| \| Chasmosaurus belli \| \| \| \| \| \| Chasmosaurus russelli \| \| \| \| |
|  |                                                                              |
|  | Chasmosaurus belli                                                           |
|  |                                                                              |
|  | Chasmosaurus russelli                                                        |
|  |                                                                              |

|  | Chasmosaurus belli    |
|  |                       |
|  | Chasmosaurus russelli |
|  |                       |

|  | Mojoceratops perifania                                                       |
|  |                                                                              |
|  | \| \| Chasmosaurus belli \| \| \| \| \| \| Chasmosaurus russelli \| \| \| \| |
|  |                                                                              |
|  | Chasmosaurus belli                                                           |
|  |                                                                              |
|  | Chasmosaurus russelli                                                        |
|  |                                                                              |

|  | Chasmosaurus belli    |
|  |                       |
|  | Chasmosaurus russelli |
|  |                       |

|  | Spiclypeus shipporum                                                                  |
|  |                                                                                       |
|  | \| \| Kosmoceratops richardsoni \| \| \| \| \| \| Vagaceratops irvinensis \| \| \| \| |
|  |                                                                                       |
|  | Kosmoceratops richardsoni                                                             |
|  |                                                                                       |
|  | Vagaceratops irvinensis                                                               |
|  |                                                                                       |

|  | Kosmoceratops richardsoni |
|  |                           |
|  | Vagaceratops irvinensis   |
|  |                           |

|  | Spiclypeus shipporum                                                                  |
|  |                                                                                       |
|  | \| \| Kosmoceratops richardsoni \| \| \| \| \| \| Vagaceratops irvinensis \| \| \| \| |
|  |                                                                                       |
|  | Kosmoceratops richardsoni                                                             |
|  |                                                                                       |
|  | Vagaceratops irvinensis                                                               |
|  |                                                                                       |

|  | Kosmoceratops richardsoni |
|  |                           |
|  | Vagaceratops irvinensis   |
|  |                           |

|  | Spiclypeus shipporum                                                                  |
|  |                                                                                       |
|  | \| \| Kosmoceratops richardsoni \| \| \| \| \| \| Vagaceratops irvinensis \| \| \| \| |
|  |                                                                                       |
|  | Kosmoceratops richardsoni                                                             |
|  |                                                                                       |
|  | Vagaceratops irvinensis                                                               |
|  |                                                                                       |

|  | Kosmoceratops richardsoni |
|  |                           |
|  | Vagaceratops irvinensis   |
|  |                           |

|  | Spiclypeus shipporum                                                                  |
|  |                                                                                       |
|  | \| \| Kosmoceratops richardsoni \| \| \| \| \| \| Vagaceratops irvinensis \| \| \| \| |
|  |                                                                                       |
|  | Kosmoceratops richardsoni                                                             |
|  |                                                                                       |
|  | Vagaceratops irvinensis                                                               |
|  |                                                                                       |

|  | Kosmoceratops richardsoni |
|  |                           |
|  | Vagaceratops irvinensis   |
|  |                           |

|  | Mojoceratops perifania                                                       |
|  |                                                                              |
|  | \| \| Chasmosaurus belli \| \| \| \| \| \| Chasmosaurus russelli \| \| \| \| |
|  |                                                                              |
|  | Chasmosaurus belli                                                           |
|  |                                                                              |
|  | Chasmosaurus russelli                                                        |
|  |                                                                              |

|  | Chasmosaurus belli    |
|  |                       |
|  | Chasmosaurus russelli |
|  |                       |

|  | Mojoceratops perifania                                                       |
|  |                                                                              |
|  | \| \| Chasmosaurus belli \| \| \| \| \| \| Chasmosaurus russelli \| \| \| \| |
|  |                                                                              |
|  | Chasmosaurus belli                                                           |
|  |                                                                              |
|  | Chasmosaurus russelli                                                        |
|  |                                                                              |

|  | Chasmosaurus belli    |
|  |                       |
|  | Chasmosaurus russelli |
|  |                       |

|  | Spiclypeus shipporum                                                                  |
|  |                                                                                       |
|  | \| \| Kosmoceratops richardsoni \| \| \| \| \| \| Vagaceratops irvinensis \| \| \| \| |
|  |                                                                                       |
|  | Kosmoceratops richardsoni                                                             |
|  |                                                                                       |
|  | Vagaceratops irvinensis                                                               |
|  |                                                                                       |

|  | Kosmoceratops richardsoni |
|  |                           |
|  | Vagaceratops irvinensis   |
|  |                           |

|  | Spiclypeus shipporum                                                                  |
|  |                                                                                       |
|  | \| \| Kosmoceratops richardsoni \| \| \| \| \| \| Vagaceratops irvinensis \| \| \| \| |
|  |                                                                                       |
|  | Kosmoceratops richardsoni                                                             |
|  |                                                                                       |
|  | Vagaceratops irvinensis                                                               |
|  |                                                                                       |

|  | Kosmoceratops richardsoni |
|  |                           |
|  | Vagaceratops irvinensis   |
|  |                           |

|  | Spiclypeus shipporum                                                                  |
|  |                                                                                       |
|  | \| \| Kosmoceratops richardsoni \| \| \| \| \| \| Vagaceratops irvinensis \| \| \| \| |
|  |                                                                                       |
|  | Kosmoceratops richardsoni                                                             |
|  |                                                                                       |
|  | Vagaceratops irvinensis                                                               |
|  |                                                                                       |

|  | Kosmoceratops richardsoni |
|  |                           |
|  | Vagaceratops irvinensis   |
|  |                           |

|  | Spiclypeus shipporum                                                                  |
|  |                                                                                       |
|  | \| \| Kosmoceratops richardsoni \| \| \| \| \| \| Vagaceratops irvinensis \| \| \| \| |
|  |                                                                                       |
|  | Kosmoceratops richardsoni                                                             |
|  |                                                                                       |
|  | Vagaceratops irvinensis                                                               |
|  |                                                                                       |

|  | Kosmoceratops richardsoni |
|  |                           |
|  | Vagaceratops irvinensis   |
|  |                           |

|  | Mojoceratops perifania                                                       |
|  |                                                                              |
|  | \| \| Chasmosaurus belli \| \| \| \| \| \| Chasmosaurus russelli \| \| \| \| |
|  |                                                                              |
|  | Chasmosaurus belli                                                           |
|  |                                                                              |
|  | Chasmosaurus russelli                                                        |
|  |                                                                              |

|  | Chasmosaurus belli    |
|  |                       |
|  | Chasmosaurus russelli |
|  |                       |

|  | Mojoceratops perifania                                                       |
|  |                                                                              |
|  | \| \| Chasmosaurus belli \| \| \| \| \| \| Chasmosaurus russelli \| \| \| \| |
|  |                                                                              |
|  | Chasmosaurus belli                                                           |
|  |                                                                              |
|  | Chasmosaurus russelli                                                        |
|  |                                                                              |

|  | Chasmosaurus belli    |
|  |                       |
|  | Chasmosaurus russelli |
|  |                       |

|  | Spiclypeus shipporum                                                                  |
|  |                                                                                       |
|  | \| \| Kosmoceratops richardsoni \| \| \| \| \| \| Vagaceratops irvinensis \| \| \| \| |
|  |                                                                                       |
|  | Kosmoceratops richardsoni                                                             |
|  |                                                                                       |
|  | Vagaceratops irvinensis                                                               |
|  |                                                                                       |

|  | Kosmoceratops richardsoni |
|  |                           |
|  | Vagaceratops irvinensis   |
|  |                           |

|  | Spiclypeus shipporum                                                                  |
|  |                                                                                       |
|  | \| \| Kosmoceratops richardsoni \| \| \| \| \| \| Vagaceratops irvinensis \| \| \| \| |
|  |                                                                                       |
|  | Kosmoceratops richardsoni                                                             |
|  |                                                                                       |
|  | Vagaceratops irvinensis                                                               |
|  |                                                                                       |

|  | Kosmoceratops richardsoni |
|  |                           |
|  | Vagaceratops irvinensis   |
|  |                           |

|  | Spiclypeus shipporum                                                                  |
|  |                                                                                       |
|  | \| \| Kosmoceratops richardsoni \| \| \| \| \| \| Vagaceratops irvinensis \| \| \| \| |
|  |                                                                                       |
|  | Kosmoceratops richardsoni                                                             |
|  |                                                                                       |
|  | Vagaceratops irvinensis                                                               |
|  |                                                                                       |

|  | Kosmoceratops richardsoni |
|  |                           |
|  | Vagaceratops irvinensis   |
|  |                           |

|  | Spiclypeus shipporum                                                                  |
|  |                                                                                       |
|  | \| \| Kosmoceratops richardsoni \| \| \| \| \| \| Vagaceratops irvinensis \| \| \| \| |
|  |                                                                                       |
|  | Kosmoceratops richardsoni                                                             |
|  |                                                                                       |
|  | Vagaceratops irvinensis                                                               |
|  |                                                                                       |

|  | Kosmoceratops richardsoni |
|  |                           |
|  | Vagaceratops irvinensis   |
|  |                           |

|  | Mojoceratops perifania                                                       |
|  |                                                                              |
|  | \| \| Chasmosaurus belli \| \| \| \| \| \| Chasmosaurus russelli \| \| \| \| |
|  |                                                                              |
|  | Chasmosaurus belli                                                           |
|  |                                                                              |
|  | Chasmosaurus russelli                                                        |
|  |                                                                              |

|  | Chasmosaurus belli    |
|  |                       |
|  | Chasmosaurus russelli |
|  |                       |

|  | Mojoceratops perifania                                                       |
|  |                                                                              |
|  | \| \| Chasmosaurus belli \| \| \| \| \| \| Chasmosaurus russelli \| \| \| \| |
|  |                                                                              |
|  | Chasmosaurus belli                                                           |
|  |                                                                              |
|  | Chasmosaurus russelli                                                        |
|  |                                                                              |

|  | Chasmosaurus belli    |
|  |                       |
|  | Chasmosaurus russelli |
|  |                       |

|  | Anchiceratops ornatus                                                        |
|  |                                                                              |
|  | Regaliceratops peterhewsi                                                    |
|  |                                                                              |
|  | \| \| Arrhinoceratops brachyops \| \| \| \| \| \| Triceratopsini \| \| \| \| |
|  |                                                                              |
|  | Arrhinoceratops brachyops                                                    |
|  |                                                                              |
|  | Triceratopsini                                                               |
|  |                                                                              |

|  | Arrhinoceratops brachyops |
|  |                           |
|  | Triceratopsini            |
|  |                           |

|  | Spiclypeus shipporum                                                                  |
|  |                                                                                       |
|  | \| \| Kosmoceratops richardsoni \| \| \| \| \| \| Vagaceratops irvinensis \| \| \| \| |
|  |                                                                                       |
|  | Kosmoceratops richardsoni                                                             |
|  |                                                                                       |
|  | Vagaceratops irvinensis                                                               |
|  |                                                                                       |

|  | Kosmoceratops richardsoni |
|  |                           |
|  | Vagaceratops irvinensis   |
|  |                           |

|  | Spiclypeus shipporum                                                                  |
|  |                                                                                       |
|  | \| \| Kosmoceratops richardsoni \| \| \| \| \| \| Vagaceratops irvinensis \| \| \| \| |
|  |                                                                                       |
|  | Kosmoceratops richardsoni                                                             |
|  |                                                                                       |
|  | Vagaceratops irvinensis                                                               |
|  |                                                                                       |

|  | Kosmoceratops richardsoni |
|  |                           |
|  | Vagaceratops irvinensis   |
|  |                           |

|  | Spiclypeus shipporum                                                                  |
|  |                                                                                       |
|  | \| \| Kosmoceratops richardsoni \| \| \| \| \| \| Vagaceratops irvinensis \| \| \| \| |
|  |                                                                                       |
|  | Kosmoceratops richardsoni                                                             |
|  |                                                                                       |
|  | Vagaceratops irvinensis                                                               |
|  |                                                                                       |

|  | Kosmoceratops richardsoni |
|  |                           |
|  | Vagaceratops irvinensis   |
|  |                           |

|  | Spiclypeus shipporum                                                                  |
|  |                                                                                       |
|  | \| \| Kosmoceratops richardsoni \| \| \| \| \| \| Vagaceratops irvinensis \| \| \| \| |
|  |                                                                                       |
|  | Kosmoceratops richardsoni                                                             |
|  |                                                                                       |
|  | Vagaceratops irvinensis                                                               |
|  |                                                                                       |

|  | Kosmoceratops richardsoni |
|  |                           |
|  | Vagaceratops irvinensis   |
|  |                           |

|  | Mojoceratops perifania                                                       |
|  |                                                                              |
|  | \| \| Chasmosaurus belli \| \| \| \| \| \| Chasmosaurus russelli \| \| \| \| |
|  |                                                                              |
|  | Chasmosaurus belli                                                           |
|  |                                                                              |
|  | Chasmosaurus russelli                                                        |
|  |                                                                              |

|  | Chasmosaurus belli    |
|  |                       |
|  | Chasmosaurus russelli |
|  |                       |

|  | Mojoceratops perifania                                                       |
|  |                                                                              |
|  | \| \| Chasmosaurus belli \| \| \| \| \| \| Chasmosaurus russelli \| \| \| \| |
|  |                                                                              |
|  | Chasmosaurus belli                                                           |
|  |                                                                              |
|  | Chasmosaurus russelli                                                        |
|  |                                                                              |

|  | Chasmosaurus belli    |
|  |                       |
|  | Chasmosaurus russelli |
|  |                       |

|  | Spiclypeus shipporum                                                                  |
|  |                                                                                       |
|  | \| \| Kosmoceratops richardsoni \| \| \| \| \| \| Vagaceratops irvinensis \| \| \| \| |
|  |                                                                                       |
|  | Kosmoceratops richardsoni                                                             |
|  |                                                                                       |
|  | Vagaceratops irvinensis                                                               |
|  |                                                                                       |

|  | Kosmoceratops richardsoni |
|  |                           |
|  | Vagaceratops irvinensis   |
|  |                           |

|  | Spiclypeus shipporum                                                                  |
|  |                                                                                       |
|  | \| \| Kosmoceratops richardsoni \| \| \| \| \| \| Vagaceratops irvinensis \| \| \| \| |
|  |                                                                                       |
|  | Kosmoceratops richardsoni                                                             |
|  |                                                                                       |
|  | Vagaceratops irvinensis                                                               |
|  |                                                                                       |

|  | Kosmoceratops richardsoni |
|  |                           |
|  | Vagaceratops irvinensis   |
|  |                           |

|  | Spiclypeus shipporum                                                                  |
|  |                                                                                       |
|  | \| \| Kosmoceratops richardsoni \| \| \| \| \| \| Vagaceratops irvinensis \| \| \| \| |
|  |                                                                                       |
|  | Kosmoceratops richardsoni                                                             |
|  |                                                                                       |
|  | Vagaceratops irvinensis                                                               |
|  |                                                                                       |

|  | Kosmoceratops richardsoni |
|  |                           |
|  | Vagaceratops irvinensis   |
|  |                           |

|  | Spiclypeus shipporum                                                                  |
|  |                                                                                       |
|  | \| \| Kosmoceratops richardsoni \| \| \| \| \| \| Vagaceratops irvinensis \| \| \| \| |
|  |                                                                                       |
|  | Kosmoceratops richardsoni                                                             |
|  |                                                                                       |
|  | Vagaceratops irvinensis                                                               |
|  |                                                                                       |

|  | Kosmoceratops richardsoni |
|  |                           |
|  | Vagaceratops irvinensis   |
|  |                           |

|  | Mojoceratops perifania                                                       |
|  |                                                                              |
|  | \| \| Chasmosaurus belli \| \| \| \| \| \| Chasmosaurus russelli \| \| \| \| |
|  |                                                                              |
|  | Chasmosaurus belli                                                           |
|  |                                                                              |
|  | Chasmosaurus russelli                                                        |
|  |                                                                              |

|  | Chasmosaurus belli    |
|  |                       |
|  | Chasmosaurus russelli |
|  |                       |

|  | Mojoceratops perifania                                                       |
|  |                                                                              |
|  | \| \| Chasmosaurus belli \| \| \| \| \| \| Chasmosaurus russelli \| \| \| \| |
|  |                                                                              |
|  | Chasmosaurus belli                                                           |
|  |                                                                              |
|  | Chasmosaurus russelli                                                        |
|  |                                                                              |

|  | Chasmosaurus belli    |
|  |                       |
|  | Chasmosaurus russelli |
|  |                       |

|  | Spiclypeus shipporum                                                                  |
|  |                                                                                       |
|  | \| \| Kosmoceratops richardsoni \| \| \| \| \| \| Vagaceratops irvinensis \| \| \| \| |
|  |                                                                                       |
|  | Kosmoceratops richardsoni                                                             |
|  |                                                                                       |
|  | Vagaceratops irvinensis                                                               |
|  |                                                                                       |

|  | Kosmoceratops richardsoni |
|  |                           |
|  | Vagaceratops irvinensis   |
|  |                           |

|  | Spiclypeus shipporum                                                                  |
|  |                                                                                       |
|  | \| \| Kosmoceratops richardsoni \| \| \| \| \| \| Vagaceratops irvinensis \| \| \| \| |
|  |                                                                                       |
|  | Kosmoceratops richardsoni                                                             |
|  |                                                                                       |
|  | Vagaceratops irvinensis                                                               |
|  |                                                                                       |

|  | Kosmoceratops richardsoni |
|  |                           |
|  | Vagaceratops irvinensis   |
|  |                           |

|  | Spiclypeus shipporum                                                                  |
|  |                                                                                       |
|  | \| \| Kosmoceratops richardsoni \| \| \| \| \| \| Vagaceratops irvinensis \| \| \| \| |
|  |                                                                                       |
|  | Kosmoceratops richardsoni                                                             |
|  |                                                                                       |
|  | Vagaceratops irvinensis                                                               |
|  |                                                                                       |

|  | Kosmoceratops richardsoni |
|  |                           |
|  | Vagaceratops irvinensis   |
|  |                           |

|  | Spiclypeus shipporum                                                                  |
|  |                                                                                       |
|  | \| \| Kosmoceratops richardsoni \| \| \| \| \| \| Vagaceratops irvinensis \| \| \| \| |
|  |                                                                                       |
|  | Kosmoceratops richardsoni                                                             |
|  |                                                                                       |
|  | Vagaceratops irvinensis                                                               |
|  |                                                                                       |

|  | Kosmoceratops richardsoni |
|  |                           |
|  | Vagaceratops irvinensis   |
|  |                           |

|  | Mojoceratops perifania                                                       |
|  |                                                                              |
|  | \| \| Chasmosaurus belli \| \| \| \| \| \| Chasmosaurus russelli \| \| \| \| |
|  |                                                                              |
|  | Chasmosaurus belli                                                           |
|  |                                                                              |
|  | Chasmosaurus russelli                                                        |
|  |                                                                              |

|  | Chasmosaurus belli    |
|  |                       |
|  | Chasmosaurus russelli |
|  |                       |

|  | Mojoceratops perifania                                                       |
|  |                                                                              |
|  | \| \| Chasmosaurus belli \| \| \| \| \| \| Chasmosaurus russelli \| \| \| \| |
|  |                                                                              |
|  | Chasmosaurus belli                                                           |
|  |                                                                              |
|  | Chasmosaurus russelli                                                        |
|  |                                                                              |

|  | Chasmosaurus belli    |
|  |                       |
|  | Chasmosaurus russelli |
|  |                       |

|  | Spiclypeus shipporum                                                                  |
|  |                                                                                       |
|  | \| \| Kosmoceratops richardsoni \| \| \| \| \| \| Vagaceratops irvinensis \| \| \| \| |
|  |                                                                                       |
|  | Kosmoceratops richardsoni                                                             |
|  |                                                                                       |
|  | Vagaceratops irvinensis                                                               |
|  |                                                                                       |

|  | Kosmoceratops richardsoni |
|  |                           |
|  | Vagaceratops irvinensis   |
|  |                           |

|  | Spiclypeus shipporum                                                                  |
|  |                                                                                       |
|  | \| \| Kosmoceratops richardsoni \| \| \| \| \| \| Vagaceratops irvinensis \| \| \| \| |
|  |                                                                                       |
|  | Kosmoceratops richardsoni                                                             |
|  |                                                                                       |
|  | Vagaceratops irvinensis                                                               |
|  |                                                                                       |

|  | Kosmoceratops richardsoni |
|  |                           |
|  | Vagaceratops irvinensis   |
|  |                           |

|  | Spiclypeus shipporum                                                                  |
|  |                                                                                       |
|  | \| \| Kosmoceratops richardsoni \| \| \| \| \| \| Vagaceratops irvinensis \| \| \| \| |
|  |                                                                                       |
|  | Kosmoceratops richardsoni                                                             |
|  |                                                                                       |
|  | Vagaceratops irvinensis                                                               |
|  |                                                                                       |

|  | Kosmoceratops richardsoni |
|  |                           |
|  | Vagaceratops irvinensis   |
|  |                           |

|  | Spiclypeus shipporum                                                                  |
|  |                                                                                       |
|  | \| \| Kosmoceratops richardsoni \| \| \| \| \| \| Vagaceratops irvinensis \| \| \| \| |
|  |                                                                                       |
|  | Kosmoceratops richardsoni                                                             |
|  |                                                                                       |
|  | Vagaceratops irvinensis                                                               |
|  |                                                                                       |

|  | Kosmoceratops richardsoni |
|  |                           |
|  | Vagaceratops irvinensis   |
|  |                           |

|  | Mojoceratops perifania                                                       |
|  |                                                                              |
|  | \| \| Chasmosaurus belli \| \| \| \| \| \| Chasmosaurus russelli \| \| \| \| |
|  |                                                                              |
|  | Chasmosaurus belli                                                           |
|  |                                                                              |
|  | Chasmosaurus russelli                                                        |
|  |                                                                              |

|  | Chasmosaurus belli    |
|  |                       |
|  | Chasmosaurus russelli |
|  |                       |

|  | Mojoceratops perifania                                                       |
|  |                                                                              |
|  | \| \| Chasmosaurus belli \| \| \| \| \| \| Chasmosaurus russelli \| \| \| \| |
|  |                                                                              |
|  | Chasmosaurus belli                                                           |
|  |                                                                              |
|  | Chasmosaurus russelli                                                        |
|  |                                                                              |

|  | Chasmosaurus belli    |
|  |                       |
|  | Chasmosaurus russelli |
|  |                       |

|  | Anchiceratops ornatus                                                        |
|  |                                                                              |
|  | Regaliceratops peterhewsi                                                    |
|  |                                                                              |
|  | \| \| Arrhinoceratops brachyops \| \| \| \| \| \| Triceratopsini \| \| \| \| |
|  |                                                                              |
|  | Arrhinoceratops brachyops                                                    |
|  |                                                                              |
|  | Triceratopsini                                                               |
|  |                                                                              |

|  | Arrhinoceratops brachyops |
|  |                           |
|  | Triceratopsini            |
|  |                           |

|  | Spiclypeus shipporum                                                                  |
|  |                                                                                       |
|  | \| \| Kosmoceratops richardsoni \| \| \| \| \| \| Vagaceratops irvinensis \| \| \| \| |
|  |                                                                                       |
|  | Kosmoceratops richardsoni                                                             |
|  |                                                                                       |
|  | Vagaceratops irvinensis                                                               |
|  |                                                                                       |

|  | Kosmoceratops richardsoni |
|  |                           |
|  | Vagaceratops irvinensis   |
|  |                           |

|  | Spiclypeus shipporum                                                                  |
|  |                                                                                       |
|  | \| \| Kosmoceratops richardsoni \| \| \| \| \| \| Vagaceratops irvinensis \| \| \| \| |
|  |                                                                                       |
|  | Kosmoceratops richardsoni                                                             |
|  |                                                                                       |
|  | Vagaceratops irvinensis                                                               |
|  |                                                                                       |

|  | Kosmoceratops richardsoni |
|  |                           |
|  | Vagaceratops irvinensis   |
|  |                           |

|  | Spiclypeus shipporum                                                                  |
|  |                                                                                       |
|  | \| \| Kosmoceratops richardsoni \| \| \| \| \| \| Vagaceratops irvinensis \| \| \| \| |
|  |                                                                                       |
|  | Kosmoceratops richardsoni                                                             |
|  |                                                                                       |
|  | Vagaceratops irvinensis                                                               |
|  |                                                                                       |

|  | Kosmoceratops richardsoni |
|  |                           |
|  | Vagaceratops irvinensis   |
|  |                           |

|  | Spiclypeus shipporum                                                                  |
|  |                                                                                       |
|  | \| \| Kosmoceratops richardsoni \| \| \| \| \| \| Vagaceratops irvinensis \| \| \| \| |
|  |                                                                                       |
|  | Kosmoceratops richardsoni                                                             |
|  |                                                                                       |
|  | Vagaceratops irvinensis                                                               |
|  |                                                                                       |

|  | Kosmoceratops richardsoni |
|  |                           |
|  | Vagaceratops irvinensis   |
|  |                           |

|  | Mojoceratops perifania                                                       |
|  |                                                                              |
|  | \| \| Chasmosaurus belli \| \| \| \| \| \| Chasmosaurus russelli \| \| \| \| |
|  |                                                                              |
|  | Chasmosaurus belli                                                           |
|  |                                                                              |
|  | Chasmosaurus russelli                                                        |
|  |                                                                              |

|  | Chasmosaurus belli    |
|  |                       |
|  | Chasmosaurus russelli |
|  |                       |

|  | Mojoceratops perifania                                                       |
|  |                                                                              |
|  | \| \| Chasmosaurus belli \| \| \| \| \| \| Chasmosaurus russelli \| \| \| \| |
|  |                                                                              |
|  | Chasmosaurus belli                                                           |
|  |                                                                              |
|  | Chasmosaurus russelli                                                        |
|  |                                                                              |

|  | Chasmosaurus belli    |
|  |                       |
|  | Chasmosaurus russelli |
|  |                       |

|  | Spiclypeus shipporum                                                                  |
|  |                                                                                       |
|  | \| \| Kosmoceratops richardsoni \| \| \| \| \| \| Vagaceratops irvinensis \| \| \| \| |
|  |                                                                                       |
|  | Kosmoceratops richardsoni                                                             |
|  |                                                                                       |
|  | Vagaceratops irvinensis                                                               |
|  |                                                                                       |

|  | Kosmoceratops richardsoni |
|  |                           |
|  | Vagaceratops irvinensis   |
|  |                           |

|  | Spiclypeus shipporum                                                                  |
|  |                                                                                       |
|  | \| \| Kosmoceratops richardsoni \| \| \| \| \| \| Vagaceratops irvinensis \| \| \| \| |
|  |                                                                                       |
|  | Kosmoceratops richardsoni                                                             |
|  |                                                                                       |
|  | Vagaceratops irvinensis                                                               |
|  |                                                                                       |

|  | Kosmoceratops richardsoni |
|  |                           |
|  | Vagaceratops irvinensis   |
|  |                           |

|  | Spiclypeus shipporum                                                                  |
|  |                                                                                       |
|  | \| \| Kosmoceratops richardsoni \| \| \| \| \| \| Vagaceratops irvinensis \| \| \| \| |
|  |                                                                                       |
|  | Kosmoceratops richardsoni                                                             |
|  |                                                                                       |
|  | Vagaceratops irvinensis                                                               |
|  |                                                                                       |

|  | Kosmoceratops richardsoni |
|  |                           |
|  | Vagaceratops irvinensis   |
|  |                           |

|  | Spiclypeus shipporum                                                                  |
|  |                                                                                       |
|  | \| \| Kosmoceratops richardsoni \| \| \| \| \| \| Vagaceratops irvinensis \| \| \| \| |
|  |                                                                                       |
|  | Kosmoceratops richardsoni                                                             |
|  |                                                                                       |
|  | Vagaceratops irvinensis                                                               |
|  |                                                                                       |

|  | Kosmoceratops richardsoni |
|  |                           |
|  | Vagaceratops irvinensis   |
|  |                           |

|  | Mojoceratops perifania                                                       |
|  |                                                                              |
|  | \| \| Chasmosaurus belli \| \| \| \| \| \| Chasmosaurus russelli \| \| \| \| |
|  |                                                                              |
|  | Chasmosaurus belli                                                           |
|  |                                                                              |
|  | Chasmosaurus russelli                                                        |
|  |                                                                              |

|  | Chasmosaurus belli    |
|  |                       |
|  | Chasmosaurus russelli |
|  |                       |

|  | Mojoceratops perifania                                                       |
|  |                                                                              |
|  | \| \| Chasmosaurus belli \| \| \| \| \| \| Chasmosaurus russelli \| \| \| \| |
|  |                                                                              |
|  | Chasmosaurus belli                                                           |
|  |                                                                              |
|  | Chasmosaurus russelli                                                        |
|  |                                                                              |

|  | Chasmosaurus belli    |
|  |                       |
|  | Chasmosaurus russelli |
|  |                       |

|  | Spiclypeus shipporum                                                                  |
|  |                                                                                       |
|  | \| \| Kosmoceratops richardsoni \| \| \| \| \| \| Vagaceratops irvinensis \| \| \| \| |
|  |                                                                                       |
|  | Kosmoceratops richardsoni                                                             |
|  |                                                                                       |
|  | Vagaceratops irvinensis                                                               |
|  |                                                                                       |

|  | Kosmoceratops richardsoni |
|  |                           |
|  | Vagaceratops irvinensis   |
|  |                           |

|  | Spiclypeus shipporum                                                                  |
|  |                                                                                       |
|  | \| \| Kosmoceratops richardsoni \| \| \| \| \| \| Vagaceratops irvinensis \| \| \| \| |
|  |                                                                                       |
|  | Kosmoceratops richardsoni                                                             |
|  |                                                                                       |
|  | Vagaceratops irvinensis                                                               |
|  |                                                                                       |

|  | Kosmoceratops richardsoni |
|  |                           |
|  | Vagaceratops irvinensis   |
|  |                           |

|  | Spiclypeus shipporum                                                                  |
|  |                                                                                       |
|  | \| \| Kosmoceratops richardsoni \| \| \| \| \| \| Vagaceratops irvinensis \| \| \| \| |
|  |                                                                                       |
|  | Kosmoceratops richardsoni                                                             |
|  |                                                                                       |
|  | Vagaceratops irvinensis                                                               |
|  |                                                                                       |

|  | Kosmoceratops richardsoni |
|  |                           |
|  | Vagaceratops irvinensis   |
|  |                           |

|  | Spiclypeus shipporum                                                                  |
|  |                                                                                       |
|  | \| \| Kosmoceratops richardsoni \| \| \| \| \| \| Vagaceratops irvinensis \| \| \| \| |
|  |                                                                                       |
|  | Kosmoceratops richardsoni                                                             |
|  |                                                                                       |
|  | Vagaceratops irvinensis                                                               |
|  |                                                                                       |

|  | Kosmoceratops richardsoni |
|  |                           |
|  | Vagaceratops irvinensis   |
|  |                           |

|  | Mojoceratops perifania                                                       |
|  |                                                                              |
|  | \| \| Chasmosaurus belli \| \| \| \| \| \| Chasmosaurus russelli \| \| \| \| |
|  |                                                                              |
|  | Chasmosaurus belli                                                           |
|  |                                                                              |
|  | Chasmosaurus russelli                                                        |
|  |                                                                              |

|  | Chasmosaurus belli    |
|  |                       |
|  | Chasmosaurus russelli |
|  |                       |

|  | Mojoceratops perifania                                                       |
|  |                                                                              |
|  | \| \| Chasmosaurus belli \| \| \| \| \| \| Chasmosaurus russelli \| \| \| \| |
|  |                                                                              |
|  | Chasmosaurus belli                                                           |
|  |                                                                              |
|  | Chasmosaurus russelli                                                        |
|  |                                                                              |

|  | Chasmosaurus belli    |
|  |                       |
|  | Chasmosaurus russelli |
|  |                       |

|  | Spiclypeus shipporum                                                                  |
|  |                                                                                       |
|  | \| \| Kosmoceratops richardsoni \| \| \| \| \| \| Vagaceratops irvinensis \| \| \| \| |
|  |                                                                                       |
|  | Kosmoceratops richardsoni                                                             |
|  |                                                                                       |
|  | Vagaceratops irvinensis                                                               |
|  |                                                                                       |

|  | Kosmoceratops richardsoni |
|  |                           |
|  | Vagaceratops irvinensis   |
|  |                           |

|  | Spiclypeus shipporum                                                                  |
|  |                                                                                       |
|  | \| \| Kosmoceratops richardsoni \| \| \| \| \| \| Vagaceratops irvinensis \| \| \| \| |
|  |                                                                                       |
|  | Kosmoceratops richardsoni                                                             |
|  |                                                                                       |
|  | Vagaceratops irvinensis                                                               |
|  |                                                                                       |

|  | Kosmoceratops richardsoni |
|  |                           |
|  | Vagaceratops irvinensis   |
|  |                           |

|  | Spiclypeus shipporum                                                                  |
|  |                                                                                       |
|  | \| \| Kosmoceratops richardsoni \| \| \| \| \| \| Vagaceratops irvinensis \| \| \| \| |
|  |                                                                                       |
|  | Kosmoceratops richardsoni                                                             |
|  |                                                                                       |
|  | Vagaceratops irvinensis                                                               |
|  |                                                                                       |

|  | Kosmoceratops richardsoni |
|  |                           |
|  | Vagaceratops irvinensis   |
|  |                           |

|  | Spiclypeus shipporum                                                                  |
|  |                                                                                       |
|  | \| \| Kosmoceratops richardsoni \| \| \| \| \| \| Vagaceratops irvinensis \| \| \| \| |
|  |                                                                                       |
|  | Kosmoceratops richardsoni                                                             |
|  |                                                                                       |
|  | Vagaceratops irvinensis                                                               |
|  |                                                                                       |

|  | Kosmoceratops richardsoni |
|  |                           |
|  | Vagaceratops irvinensis   |
|  |                           |

|  | Mojoceratops perifania                                                       |
|  |                                                                              |
|  | \| \| Chasmosaurus belli \| \| \| \| \| \| Chasmosaurus russelli \| \| \| \| |
|  |                                                                              |
|  | Chasmosaurus belli                                                           |
|  |                                                                              |
|  | Chasmosaurus russelli                                                        |
|  |                                                                              |

|  | Chasmosaurus belli    |
|  |                       |
|  | Chasmosaurus russelli |
|  |                       |

|  | Mojoceratops perifania                                                       |
|  |                                                                              |
|  | \| \| Chasmosaurus belli \| \| \| \| \| \| Chasmosaurus russelli \| \| \| \| |
|  |                                                                              |
|  | Chasmosaurus belli                                                           |
|  |                                                                              |
|  | Chasmosaurus russelli                                                        |
|  |                                                                              |

|  | Chasmosaurus belli    |
|  |                       |
|  | Chasmosaurus russelli |
|  |                       |

|  | Anchiceratops ornatus                                                        |
|  |                                                                              |
|  | Regaliceratops peterhewsi                                                    |
|  |                                                                              |
|  | \| \| Arrhinoceratops brachyops \| \| \| \| \| \| Triceratopsini \| \| \| \| |
|  |                                                                              |
|  | Arrhinoceratops brachyops                                                    |
|  |                                                                              |
|  | Triceratopsini                                                               |
|  |                                                                              |

|  | Arrhinoceratops brachyops |
|  |                           |
|  | Triceratopsini            |
|  |                           |

|  | Spiclypeus shipporum                                                                  |
|  |                                                                                       |
|  | \| \| Kosmoceratops richardsoni \| \| \| \| \| \| Vagaceratops irvinensis \| \| \| \| |
|  |                                                                                       |
|  | Kosmoceratops richardsoni                                                             |
|  |                                                                                       |
|  | Vagaceratops irvinensis                                                               |
|  |                                                                                       |

|  | Kosmoceratops richardsoni |
|  |                           |
|  | Vagaceratops irvinensis   |
|  |                           |

|  | Spiclypeus shipporum                                                                  |
|  |                                                                                       |
|  | \| \| Kosmoceratops richardsoni \| \| \| \| \| \| Vagaceratops irvinensis \| \| \| \| |
|  |                                                                                       |
|  | Kosmoceratops richardsoni                                                             |
|  |                                                                                       |
|  | Vagaceratops irvinensis                                                               |
|  |                                                                                       |

|  | Kosmoceratops richardsoni |
|  |                           |
|  | Vagaceratops irvinensis   |
|  |                           |

|  | Spiclypeus shipporum                                                                  |
|  |                                                                                       |
|  | \| \| Kosmoceratops richardsoni \| \| \| \| \| \| Vagaceratops irvinensis \| \| \| \| |
|  |                                                                                       |
|  | Kosmoceratops richardsoni                                                             |
|  |                                                                                       |
|  | Vagaceratops irvinensis                                                               |
|  |                                                                                       |

|  | Kosmoceratops richardsoni |
|  |                           |
|  | Vagaceratops irvinensis   |
|  |                           |

|  | Spiclypeus shipporum                                                                  |
|  |                                                                                       |
|  | \| \| Kosmoceratops richardsoni \| \| \| \| \| \| Vagaceratops irvinensis \| \| \| \| |
|  |                                                                                       |
|  | Kosmoceratops richardsoni                                                             |
|  |                                                                                       |
|  | Vagaceratops irvinensis                                                               |
|  |                                                                                       |

|  | Kosmoceratops richardsoni |
|  |                           |
|  | Vagaceratops irvinensis   |
|  |                           |

|  | Mojoceratops perifania                                                       |
|  |                                                                              |
|  | \| \| Chasmosaurus belli \| \| \| \| \| \| Chasmosaurus russelli \| \| \| \| |
|  |                                                                              |
|  | Chasmosaurus belli                                                           |
|  |                                                                              |
|  | Chasmosaurus russelli                                                        |
|  |                                                                              |

|  | Chasmosaurus belli    |
|  |                       |
|  | Chasmosaurus russelli |
|  |                       |

|  | Mojoceratops perifania                                                       |
|  |                                                                              |
|  | \| \| Chasmosaurus belli \| \| \| \| \| \| Chasmosaurus russelli \| \| \| \| |
|  |                                                                              |
|  | Chasmosaurus belli                                                           |
|  |                                                                              |
|  | Chasmosaurus russelli                                                        |
|  |                                                                              |

|  | Chasmosaurus belli    |
|  |                       |
|  | Chasmosaurus russelli |
|  |                       |

|  | Spiclypeus shipporum                                                                  |
|  |                                                                                       |
|  | \| \| Kosmoceratops richardsoni \| \| \| \| \| \| Vagaceratops irvinensis \| \| \| \| |
|  |                                                                                       |
|  | Kosmoceratops richardsoni                                                             |
|  |                                                                                       |
|  | Vagaceratops irvinensis                                                               |
|  |                                                                                       |

|  | Kosmoceratops richardsoni |
|  |                           |
|  | Vagaceratops irvinensis   |
|  |                           |

|  | Spiclypeus shipporum                                                                  |
|  |                                                                                       |
|  | \| \| Kosmoceratops richardsoni \| \| \| \| \| \| Vagaceratops irvinensis \| \| \| \| |
|  |                                                                                       |
|  | Kosmoceratops richardsoni                                                             |
|  |                                                                                       |
|  | Vagaceratops irvinensis                                                               |
|  |                                                                                       |

|  | Kosmoceratops richardsoni |
|  |                           |
|  | Vagaceratops irvinensis   |
|  |                           |

|  | Spiclypeus shipporum                                                                  |
|  |                                                                                       |
|  | \| \| Kosmoceratops richardsoni \| \| \| \| \| \| Vagaceratops irvinensis \| \| \| \| |
|  |                                                                                       |
|  | Kosmoceratops richardsoni                                                             |
|  |                                                                                       |
|  | Vagaceratops irvinensis                                                               |
|  |                                                                                       |

|  | Kosmoceratops richardsoni |
|  |                           |
|  | Vagaceratops irvinensis   |
|  |                           |

|  | Spiclypeus shipporum                                                                  |
|  |                                                                                       |
|  | \| \| Kosmoceratops richardsoni \| \| \| \| \| \| Vagaceratops irvinensis \| \| \| \| |
|  |                                                                                       |
|  | Kosmoceratops richardsoni                                                             |
|  |                                                                                       |
|  | Vagaceratops irvinensis                                                               |
|  |                                                                                       |

|  | Kosmoceratops richardsoni |
|  |                           |
|  | Vagaceratops irvinensis   |
|  |                           |

|  | Mojoceratops perifania                                                       |
|  |                                                                              |
|  | \| \| Chasmosaurus belli \| \| \| \| \| \| Chasmosaurus russelli \| \| \| \| |
|  |                                                                              |
|  | Chasmosaurus belli                                                           |
|  |                                                                              |
|  | Chasmosaurus russelli                                                        |
|  |                                                                              |

|  | Chasmosaurus belli    |
|  |                       |
|  | Chasmosaurus russelli |
|  |                       |

|  | Mojoceratops perifania                                                       |
|  |                                                                              |
|  | \| \| Chasmosaurus belli \| \| \| \| \| \| Chasmosaurus russelli \| \| \| \| |
|  |                                                                              |
|  | Chasmosaurus belli                                                           |
|  |                                                                              |
|  | Chasmosaurus russelli                                                        |
|  |                                                                              |

|  | Chasmosaurus belli    |
|  |                       |
|  | Chasmosaurus russelli |
|  |                       |

|  | Spiclypeus shipporum                                                                  |
|  |                                                                                       |
|  | \| \| Kosmoceratops richardsoni \| \| \| \| \| \| Vagaceratops irvinensis \| \| \| \| |
|  |                                                                                       |
|  | Kosmoceratops richardsoni                                                             |
|  |                                                                                       |
|  | Vagaceratops irvinensis                                                               |
|  |                                                                                       |

|  | Kosmoceratops richardsoni |
|  |                           |
|  | Vagaceratops irvinensis   |
|  |                           |

|  | Spiclypeus shipporum                                                                  |
|  |                                                                                       |
|  | \| \| Kosmoceratops richardsoni \| \| \| \| \| \| Vagaceratops irvinensis \| \| \| \| |
|  |                                                                                       |
|  | Kosmoceratops richardsoni                                                             |
|  |                                                                                       |
|  | Vagaceratops irvinensis                                                               |
|  |                                                                                       |

|  | Kosmoceratops richardsoni |
|  |                           |
|  | Vagaceratops irvinensis   |
|  |                           |

|  | Spiclypeus shipporum                                                                  |
|  |                                                                                       |
|  | \| \| Kosmoceratops richardsoni \| \| \| \| \| \| Vagaceratops irvinensis \| \| \| \| |
|  |                                                                                       |
|  | Kosmoceratops richardsoni                                                             |
|  |                                                                                       |
|  | Vagaceratops irvinensis                                                               |
|  |                                                                                       |

|  | Kosmoceratops richardsoni |
|  |                           |
|  | Vagaceratops irvinensis   |
|  |                           |

|  | Spiclypeus shipporum                                                                  |
|  |                                                                                       |
|  | \| \| Kosmoceratops richardsoni \| \| \| \| \| \| Vagaceratops irvinensis \| \| \| \| |
|  |                                                                                       |
|  | Kosmoceratops richardsoni                                                             |
|  |                                                                                       |
|  | Vagaceratops irvinensis                                                               |
|  |                                                                                       |

|  | Kosmoceratops richardsoni |
|  |                           |
|  | Vagaceratops irvinensis   |
|  |                           |

|  | Mojoceratops perifania                                                       |
|  |                                                                              |
|  | \| \| Chasmosaurus belli \| \| \| \| \| \| Chasmosaurus russelli \| \| \| \| |
|  |                                                                              |
|  | Chasmosaurus belli                                                           |
|  |                                                                              |
|  | Chasmosaurus russelli                                                        |
|  |                                                                              |

|  | Chasmosaurus belli    |
|  |                       |
|  | Chasmosaurus russelli |
|  |                       |

|  | Mojoceratops perifania                                                       |
|  |                                                                              |
|  | \| \| Chasmosaurus belli \| \| \| \| \| \| Chasmosaurus russelli \| \| \| \| |
|  |                                                                              |
|  | Chasmosaurus belli                                                           |
|  |                                                                              |
|  | Chasmosaurus russelli                                                        |
|  |                                                                              |

|  | Chasmosaurus belli    |
|  |                       |
|  | Chasmosaurus russelli |
|  |                       |

|  | Spiclypeus shipporum                                                                  |
|  |                                                                                       |
|  | \| \| Kosmoceratops richardsoni \| \| \| \| \| \| Vagaceratops irvinensis \| \| \| \| |
|  |                                                                                       |
|  | Kosmoceratops richardsoni                                                             |
|  |                                                                                       |
|  | Vagaceratops irvinensis                                                               |
|  |                                                                                       |

|  | Kosmoceratops richardsoni |
|  |                           |
|  | Vagaceratops irvinensis   |
|  |                           |

|  | Spiclypeus shipporum                                                                  |
|  |                                                                                       |
|  | \| \| Kosmoceratops richardsoni \| \| \| \| \| \| Vagaceratops irvinensis \| \| \| \| |
|  |                                                                                       |
|  | Kosmoceratops richardsoni                                                             |
|  |                                                                                       |
|  | Vagaceratops irvinensis                                                               |
|  |                                                                                       |

|  | Kosmoceratops richardsoni |
|  |                           |
|  | Vagaceratops irvinensis   |
|  |                           |

|  | Spiclypeus shipporum                                                                  |
|  |                                                                                       |
|  | \| \| Kosmoceratops richardsoni \| \| \| \| \| \| Vagaceratops irvinensis \| \| \| \| |
|  |                                                                                       |
|  | Kosmoceratops richardsoni                                                             |
|  |                                                                                       |
|  | Vagaceratops irvinensis                                                               |
|  |                                                                                       |

|  | Kosmoceratops richardsoni |
|  |                           |
|  | Vagaceratops irvinensis   |
|  |                           |

|  | Spiclypeus shipporum                                                                  |
|  |                                                                                       |
|  | \| \| Kosmoceratops richardsoni \| \| \| \| \| \| Vagaceratops irvinensis \| \| \| \| |
|  |                                                                                       |
|  | Kosmoceratops richardsoni                                                             |
|  |                                                                                       |
|  | Vagaceratops irvinensis                                                               |
|  |                                                                                       |

|  | Kosmoceratops richardsoni |
|  |                           |
|  | Vagaceratops irvinensis   |
|  |                           |

|  | Mojoceratops perifania                                                       |
|  |                                                                              |
|  | \| \| Chasmosaurus belli \| \| \| \| \| \| Chasmosaurus russelli \| \| \| \| |
|  |                                                                              |
|  | Chasmosaurus belli                                                           |
|  |                                                                              |
|  | Chasmosaurus russelli                                                        |
|  |                                                                              |

|  | Chasmosaurus belli    |
|  |                       |
|  | Chasmosaurus russelli |
|  |                       |

|  | Mojoceratops perifania                                                       |
|  |                                                                              |
|  | \| \| Chasmosaurus belli \| \| \| \| \| \| Chasmosaurus russelli \| \| \| \| |
|  |                                                                              |
|  | Chasmosaurus belli                                                           |
|  |                                                                              |
|  | Chasmosaurus russelli                                                        |
|  |                                                                              |

|  | Chasmosaurus belli    |
|  |                       |
|  | Chasmosaurus russelli |
|  |                       |

|  | Anchiceratops ornatus                                                        |
|  |                                                                              |
|  | Regaliceratops peterhewsi                                                    |
|  |                                                                              |
|  | \| \| Arrhinoceratops brachyops \| \| \| \| \| \| Triceratopsini \| \| \| \| |
|  |                                                                              |
|  | Arrhinoceratops brachyops                                                    |
|  |                                                                              |
|  | Triceratopsini                                                               |
|  |                                                                              |

|  | Arrhinoceratops brachyops |
|  |                           |
|  | Triceratopsini            |
|  |                           |

## Paleobiologia

### Paleopatologia

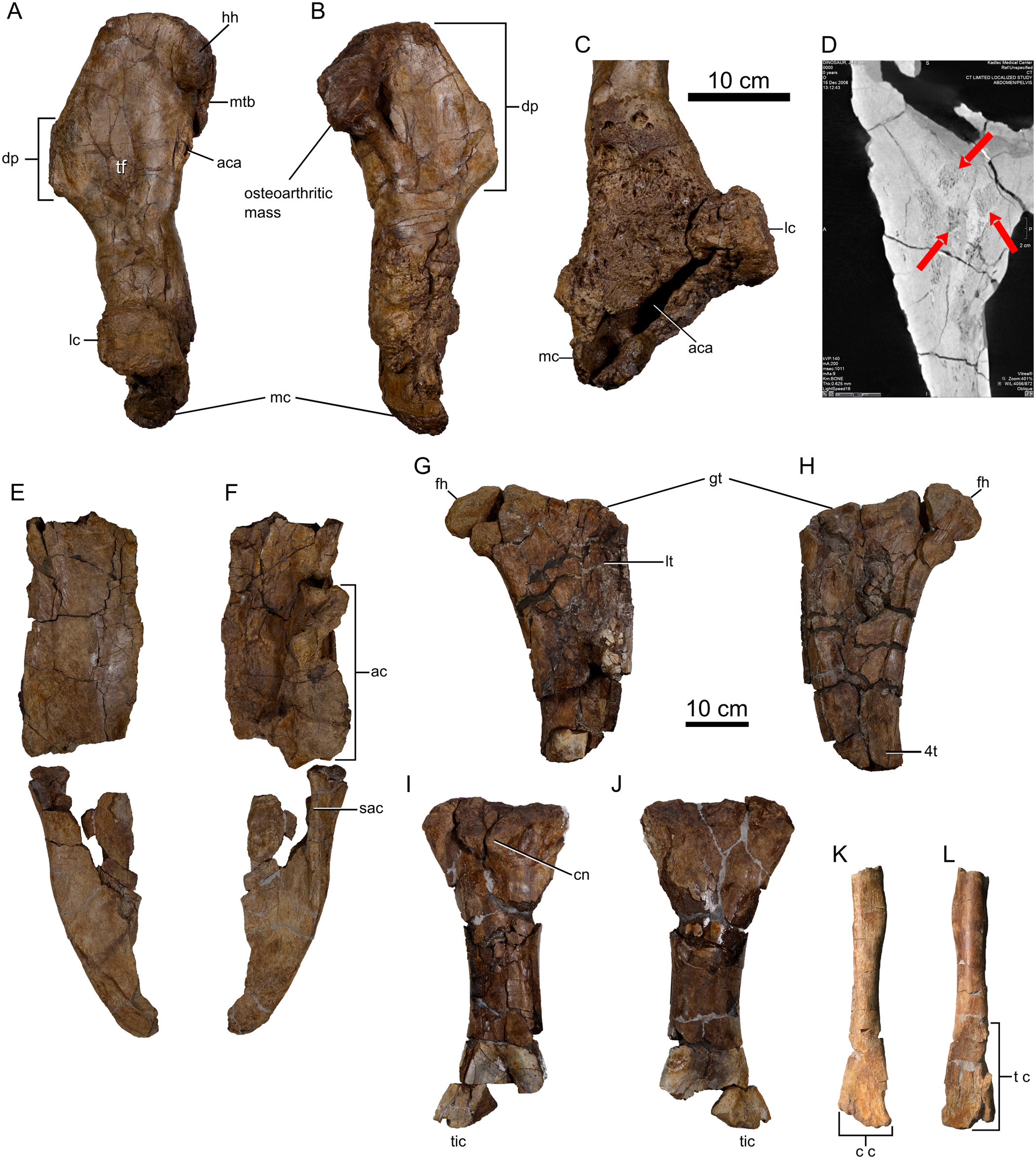
Úmero com evidência de infecção (A-D) e ílio, fêmur, tíbia e fíbula

O espécime-tipo de Spiclypeus parece ter sofrido uma infecção significativa em seu babado. Na descrição, os autores acreditam ter sido devido a uma lesão infligida por um rival de sua própria espécie. No entanto, eles afirmaram ser necessário mais dados para determinar a causa do ferimento infeccionado. Tanto o esquamosal esquerdo quanto o direito receberam lesões longitudinais. Por si só, não é excepcional que indivíduos adultos desenvolvam buracos em seus esquamosais, devido à reabsorção óssea em idade avançada. No entanto, as perfurações no folho do holótipo Spiclypeus são diferentes por terem uma orientação paralela e estarem localizadas perto da borda do babado. Concluiu-se que provavelmente eram o resultado de combate intraespecífico, os chifres da testa de um oponente perfurando o osso do escudo.
Outra infecção, bem mais séria, estava presente no úmero esquerdo. Toda a metade inferior do osso estava doente. A maior parte da superfície articular inferior deve ter sido disfuncional, um grande abscesso tendo comido em grande parte os côndilos. O osso foi retrabalhado em reação, girando a articulação mais de 90.° de sua orientação normal. No meio do eixo, um canal de drenagem profundo se desenvolveu, através do qual o pus deve ter saido. A remodelação extensa do osso mostra que a infecção não foi imediatamente letal e foi talvez o resultado de uma tuberculose ou fungo menos virulento. A parte superior do úmero também era patológica, indicando que o animal sofreu de osteoartrite.

### Ontogenia
O exame dos ossos do espécime também indica que este era um indivíduo maduro com pelo menos dez anos de idade, pois não havia sinais de crescimento rápido contínuo associado a ceratopsianos juvenis.
O osso da panturrilha foi serrado para determinar o número de "linhas de crescimento parado" que geralmente são interpretadas como linhas de crescimento anual. Sete dessas linhas estão presentes e provavelmente um número mínimo de três linhas foi ofuscado por processos de crescimento posteriores, resultando na estimativa de idade mínima de dez anos. O fato de o indivíduo holótipo ter atingido uma idade relativamente avançada, apesar das infecções graves, reflete a constituição geralmente robusta do ceratopsídeo.

## Paleoambiente

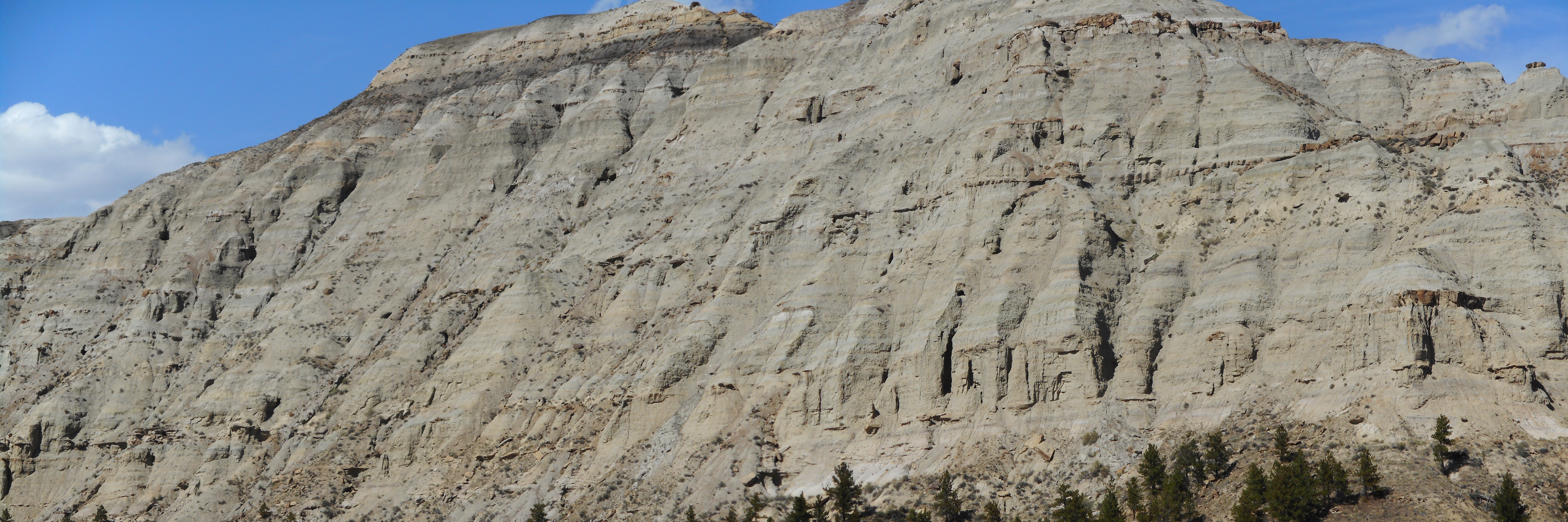
Afloramento de lamito da parte superior da Formação Judith River, perto da zona de carvão (Coal Ridge) onde os restos de Spiclypeus foram encontrados

Spiclypeus foi descoberto na Formação Judith River, datada do Cretáceo Superior,  em estratos datados entre 76,24 à 75,21 milhões de anos atrás,correspondendo à idade Campaniana.  É paralela em termos estratigráficos a partes da Formação Two Medicine, também de Montana e da Formação Oldman de Alberta.  Esta formação é uma das muitas representações faunísticas do antigo continente insular de Laramidia e preserva os restos mortais de muitos anfíbios e répteis aquáticos, incluindo sapos, salamandras, tartarugas, Champsosaurus e crocodilianos. Lagartos terrestres, incluindo teiídeos, escíncidos, monitores e anguídeos também foram descobertos. Pterossauros azhdarquídeos e aves como Apatornis e Avisaurus sobrevoavam, enquanto diversas variedades de mamíferos coexistiam com o Spiclypeus. A flutuação dos níveis do mar também resultou em uma variedade de outros ambientes em diferentes épocas e locais dentro do Grupo Judith River, incluindo habitats marinhos além mar e próximos à costa do antigo Mar Interior Ocidental, bem como zonas úmidas costeiras, deltas e lagoas, além das planícies aluviais interiores.

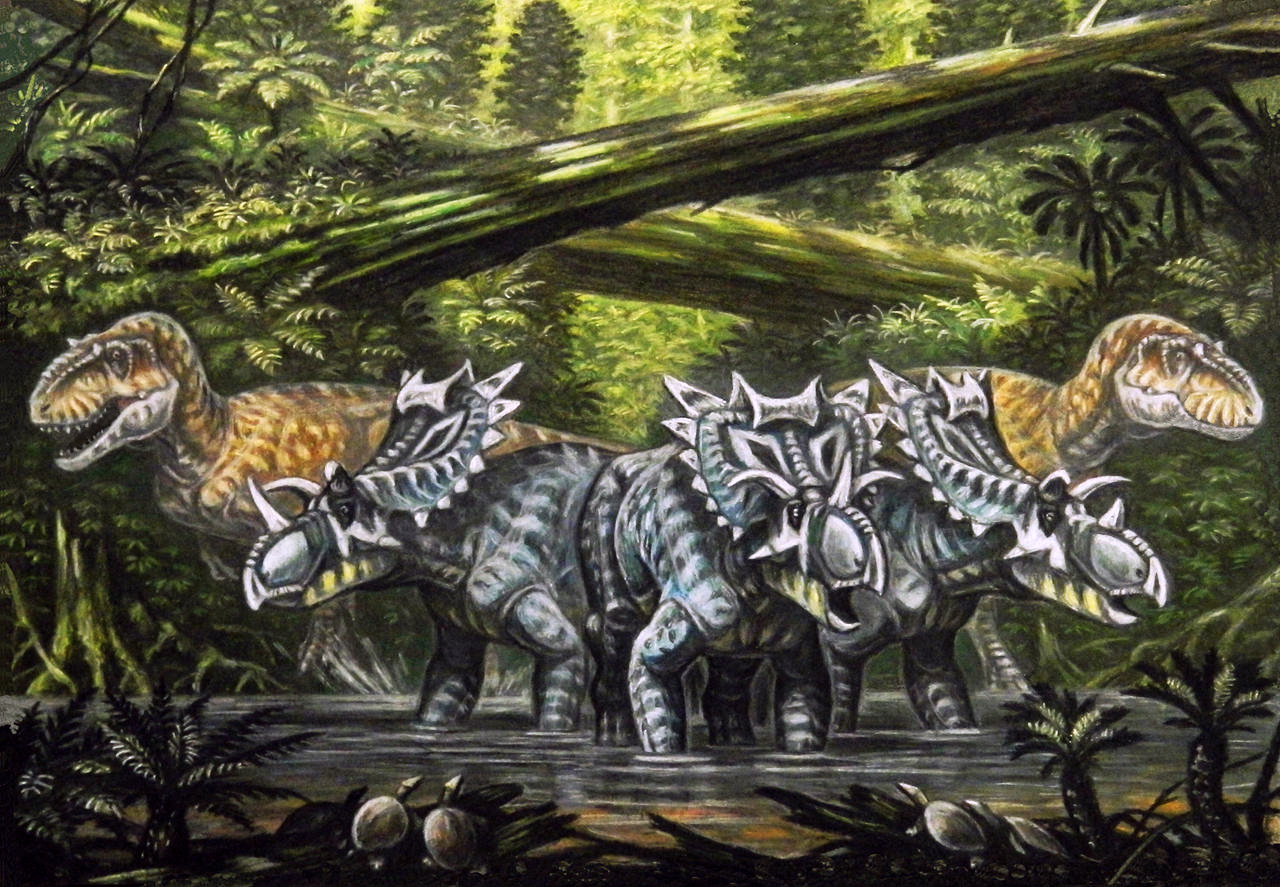
Uma manada de Spiclypeus se defendendo de uma dupla de Daspletosaurus

Entre os dinossauros com que Spiclypeus compartilhou seu habitat, estava o duvidoso ceratopsídeo Ceratops,, o paquicefalossaurídeo Hanssuesia, o anquilossaurídeo Zuul, terópodes como os dromeossaurídeos Dromaeosaurus e Saurornitholestes e o tiranossaurídeo Daspletosaurus.